# ジャスミンラクトン
ジャスミンラクトンは、化学式C10H16O2で表されるラクトンの一種である。

## 香料
天然にはジャスミンの精油の主成分として0.5～1.5%ほど含まれるほか、ガーデニア、ハニーサックル、チューベローズの精油からも見出されている。ジャスミンやスズランなどフローラル調の調合香料に使われるほか、モモ、アプリコット、ココナッツ、茶などのフレーバーにも使用される。1990年代前半から、日本ゼオンにより工業生産が行われている。

## 構造
側鎖二重結合の形状による幾何異性体と、環内の不斉炭素原子による光学異性体が存在する。幾何異性体は天然、合成ともcis体となる。光学異性体では、ジャスミン油では（－）（R）体、チューベローズ油では（＋）（S）体を採るが、（－）（R）体の方が香りが強い。